# 1919年逝世人物列表
1919年逝世人物列表：1月 - 2月 - 3月 - 4月 - 5月 - 6月 - 7月 - 8月 - 9月 - 10月 - 11月 - 12月
下面是1919年逝世的知名人士列表。

## 1月

### 4日
- 乔治·冯·赫特林，德國第7任總理

### 6日
- 馬克斯·海因德爾，基督教神秘學家、占星家和神秘主義者
- 西奥多·罗斯福，美國第26任總統
- 雅克·瓦切，法國作家，與超現實主義有關

### 8日
- 彼得·阿尔滕贝格，奧地利作家
- J·佛蘭克林·貝爾，美國陸軍少將

### 10日
- 华莱士·克莱门特·萨宾，美國物理學家

### 12日
- 查理斯·溫德姆，英國演員和戲劇經理，西班牙流感[1]

### 15日
- 卡尔·李卜克内西，德國共產主義政治家，被暗殺[2]
- 羅莎·盧森堡，德國共產主義政治家，被暗殺[2]

### 16日
- 弗朗西斯科·德·保拉·罗德里格斯·阿尔维斯，巴西政治家，巴西第5任總統，西班牙流感

### 17日
- 亞歷克西斯，本特海姆和施泰因富特親王
- 有地品之允，日本海軍上將

### 18日
- 約翰王子，癲癇
- 奧地利的路德維希·維克多

### 21日
- 朝鮮高宗，朝鮮第一任皇帝

### 22日
- 卡爾·拉爾森，瑞典畫家

### 24日
- 伊斯梅尔·捷马利，阿爾巴尼亞政治家，阿爾巴尼亞第一任總理和阿爾巴尼亞第一任總統

### 27日
- 翁德雷·厄岱，匈牙利詩人
- 弗倫奇·恩瑟·查德威克，美國海軍上將
- 尼古拉·尤多維奇·伊萬諾夫，俄羅斯將軍

### 28日
- 弗兰茨·梅林，德國共產主義政治家
- 俄羅斯大公德米特裡·康斯坦丁諾維奇

### 31日
- 納特·古德溫，美國演員和喜劇演員

## 2月

### 2日
- 朱利葉斯·庫佩爾亞諾夫，愛沙尼亞軍事指揮官

### 4日
- 約翰·貝茨，美國將軍

### 14日
- 帕爾·盧塔爾，斯洛維尼亞教師、頌歌家和作家

### 17日
- 威爾弗裡德·勞里埃，加拿大第7任總理

### 20日
- 阿富汗埃米爾哈比布拉汗遇刺身亡
- 奧古斯塔·倫丁，瑞典時裝設計師

### 21日
- 库尔特·艾斯纳，德國社會主義革命家，遇刺身亡
- 霍亨索倫的卡爾·安東親王
- 瑪麗·愛德華茲·沃克，美國醫生

### 26日
- 莫莉·麥克納特，澳大利亞詩人

## 3月

### 2日
- 梅爾喬拉·阿基諾，菲律賓革命英雄

### 5日
- 歐內斯特·馮·科爾貝爾，奧地利政治家、前總理

### 10日
- 阿米莉亞·伊迪絲·哈德爾斯頓·巴爾，美國小說家

### 16日
- 雅科夫·斯维尔德洛夫，布爾什維克革命家和政治家，西班牙流感

### 26日
- 歐內斯特·亨利，英國探險家

## 4月

### 4日
- 威廉·克鲁克斯，英國化學家和物理學家
- 弗朗西斯科·馬托，葡萄牙瑪麗安幻影的見證人，被封為聖徒，西班牙流感

### 5日
- 哈魯蒂恩·阿皮亞，奧斯曼亞美尼亞記者和幽默作家

### 8日
- 弗蘭克·溫菲爾德·伍爾沃斯，美國商人

### 9日
- 西德尼·德魯，美國舞臺和電影演員

### 10日
- 墨西哥革命者埃米利亚诺·萨帕塔被暗殺

### 14日
- 詹天佑，中国工程师
- 奧古斯特-雷亞爾·昂熱，加拿大法官和政治家，魁北克第6任副總督

### 15日
- 簡·德拉諾，美國護士，美國紅十字會護理服務創始人

### 19日
- 安德列·埃伯哈特，俄羅斯海軍上將

### 20日
- 湯瑪斯·伊根，美國黑幫老大

### 21日
- 儒勒·韋德里內斯，法國戰前飛行員和第一次世界大戰飛行員，航空事故

### 23日
- 竹田宮恆久王，日本皇族，陸軍軍人，西班牙流感

### 27日
- 瑪麗亞·安東尼婭·班德雷斯·埃洛塞吉，西班牙羅馬天主教，自稱和祝福的宗教人士
- 安東·歐文，愛沙尼亞軍官

## 5月

### 2日
- 古斯塔夫·蘭道爾，德國無政府主義者，被暗殺

### 4日
- 米兰·拉斯蒂斯拉夫·什特凡尼克，斯洛伐克將軍、政治家和天文學家

### 6日
- 李曼·法蘭克·鮑姆，美國作家、詩人、劇作家、演員和獨立電影製片人

### 9日
- 胡安·伊西德羅·希梅內斯·佩雷拉，多明尼加政治人物，兩度擔任多明尼加共和國總統

### 12日
- D.M.坎賴特，美國基督複臨安息日會牧師和作家，後來成為教會最嚴厲的批評者之一

### 14日
- 亨利·海因茨，美國企業家

### 15日
- 亞倫·亞倫森，羅馬尼亞出生的以色列植物學家

- 谢阁兰，法國海軍醫生、民族志學家、考古學家、作家、詩人、探險家、藝術理論家、語言學家和文學評論家

### 25日
- C·J·沃克女士，非裔美國企業家和慈善家[3]

### 28日
- 赫爾曼·馮·斯潘，奧匈帝國海軍上將

## 6月

### 1日
- 卡羅琳·斯蒂爾·安德森，美國醫生

### 5日
- 德國革命家歐根·列維內被暗殺

### 6日
- 弗雷德里克·湯普森，美國建築師和表演者[4]

### 15日
- 布拉干薩的弗朗西斯·約瑟夫王子

### 19日
- 彼得·卡普，兩度擔任羅馬尼亞總理

### 29日
- 何塞·格雷戈里奧·埃爾南德斯，委內瑞拉醫生，羅馬天主教尊者
- 亞歷山大·拉戈薩，俄羅斯將軍和烏克蘭政治家，被處決

### 30日
- 第三代瑞利男爵約翰·斯特拉特，英國物理學家，諾貝爾獎獲得者[5]

## 7月

### 2日
- 弗裡德里希·索內肯，德國企業家，打孔機和打環機的發明者

### 10日
- 愛德華·阿貝爾斯，美國演員
- 讓·納瓦拉，法國第一次世界大戰戰鬥機王牌，航空事故

### 15日
- 赫尔曼·埃米尔·费歇尔，德國化學家，諾貝爾獎獲得者

### 17日
- 查尔斯·康拉德·阿博特，美國博物學家

### 18日
- 雷蒙德·德·拉羅什，法國飛行員，第一位獲得飛行員執照的女性，航空事故

### 21日
- 埃雷米亞·格裡戈雷斯庫，羅馬尼亞將軍
- 古斯塔夫·雷齊烏斯，瑞典醫生和解剖學家

### 26日
- 爱德华·波因特，英國畫家

## 8月

### 1日
- 奧斯卡·哈默斯坦一世，波蘭出生的戲劇家和作曲家

### 7日
- 菲利斯·阿布拉米，義大利畫家

### 9日
- 拉爾夫·阿爾伯特·布萊克洛克，美國浪漫主義畫家
- 恩斯特·海克尔，德國生物學家、博物學家和哲學家
- 鲁杰罗·莱翁卡瓦洛，義大利作曲家[6]

### 11日
- 安德鲁·卡内基，蘇格蘭出生的商人和慈善家[7]

### 23日
- 奧古斯都·喬治·弗農·哈考特，英國化學家

### 24日
- 弗里德里希·瑙曼，德國政治家和牧師

### 27日
- 路易斯·博塔，布爾將軍、政治家、南非第一任總理，西班牙流感

## 9月

### 16日
- 阿爾弗雷德·帕蘭，俄羅斯建築師

### 20日
- 拉蒙·巴罗斯·卢科，智利第15任總統[8]

### 22日
- 阿拉霍斯·加斯帕爾，匈牙利斯洛維尼亞作家

### 27日
- 阿德麗娜·帕蒂，義大利歌劇演唱家[9]

### 28日
- 韋南西奧·安東尼奧·莫林，委內瑞拉軍官和政治家[10]

### 29日
- 河瀬真孝，又名石川小五郎，日本政治活動家和外交官

## 10月

### 1日
- 夏洛特公主，德國皇室

### 2日
- 维多利诺·德拉普拉萨，阿根廷政治家，阿根廷第18任總統，領導人

### 6日
- 里卡多·帕爾馬，秘魯作家

### 7日
- 阿爾弗雷德·迪肯，澳大利亞第二任總理

### 11日
- 卡尔·阿道夫·盖勒鲁普，丹麥作家、諾貝爾獎獲得者

### 18日
- 威廉·華爾道夫·阿斯特，美國金融家和政治家

### 22日
- W.N.P.巴貝利翁，英國博物學家和日記作家，多發性硬化症
- 約翰·西里爾·波特，愛爾蘭出生的英國飛艇先驅，肺結核

## 11月

### 3日
- 寺內正毅，日本第9任首相

### 7日
- 雨果·哈斯，德國社會黨政治家和法學家

### 9日
- 愛德華·穆勒，瑞士聯邦委員

### 15日
- 阿尔弗雷德·维尔纳，德國化學家，諾貝爾獎獲得者

## 12月

### 2日
- 亨利·克雷·弗里克，美國實業家
- 伊夫林·伍德，英國陸軍元帥，維多利亞十字勳章獲得者

### 3日
- 皮埃尔-奥古斯特·雷诺阿，法國畫家

### 12日
- 馮國璋，中國將軍

### 15日
- 裘莉婭·萊蒙托娃，俄羅斯化學家

### 18日
- 約翰·阿爾科克，英國飛行員;1919年6月，第一次直飛跨大西洋飛機的飛行員，航空事故

### 19日
- 愛麗絲·摩爾·麥科馬斯，美國女權主義者[11]
- 馬丁·薩維奇，愛爾蘭共和軍指揮官，在行動中陣亡

### 22日
- 莎拉·摩根·布萊恩·皮亞特，美國詩人

### 28日
- 约翰内斯·里德伯，瑞典物理學家